# Ley de Memoria Histórica

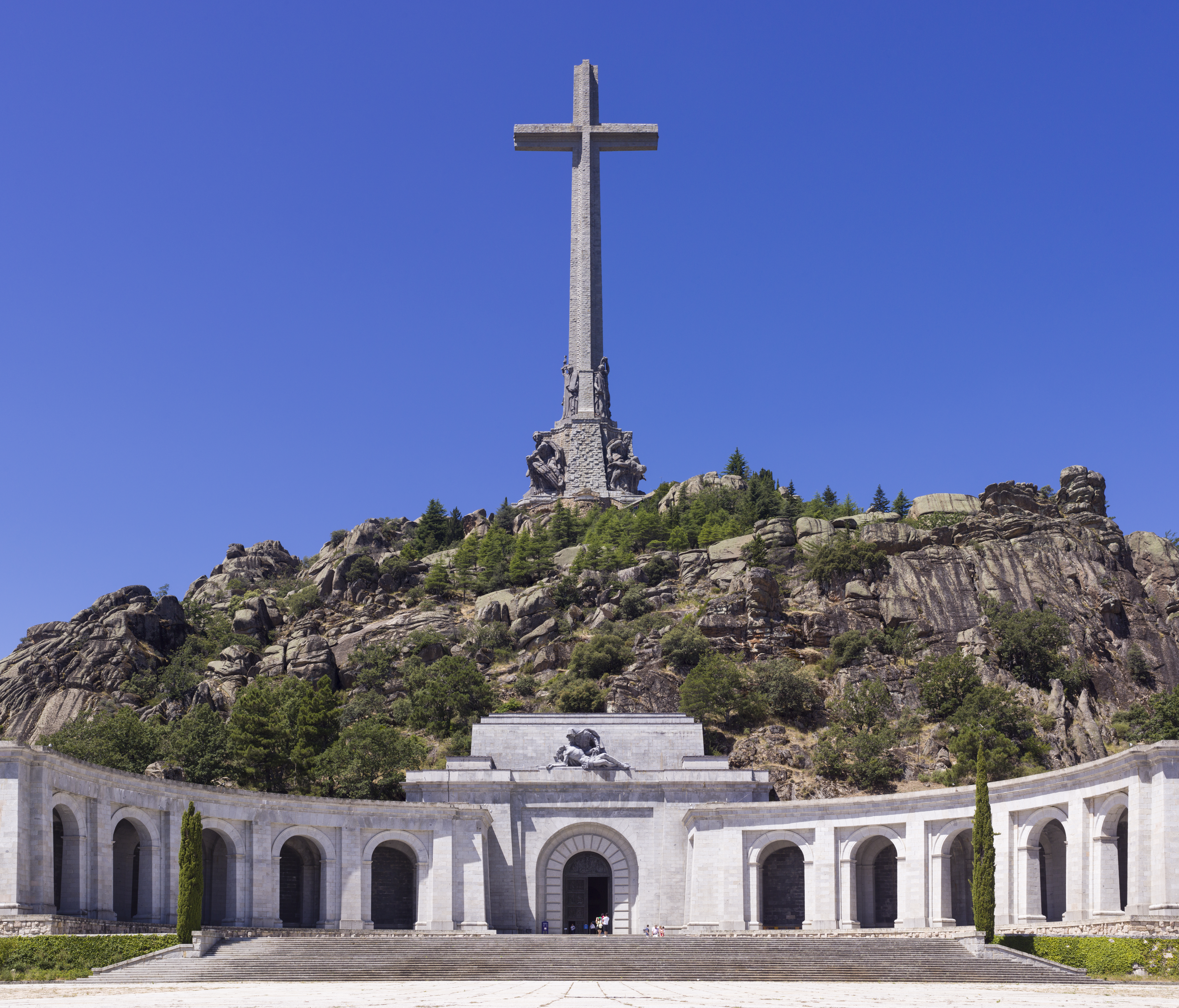
Tal der Gefallenen – Franco-Mausoleum. Das Gesetz verbietet politische Veranstaltungen an diesem Ort.

Das spanische Ley de Memoria Histórica (Gesetz über die historische Erinnerung) – offiziell: Ley por la que se reconocen y amplían derechos y se establecen medidas en favor de quienes padecieron persecución o violencia durante la Guerra Civil y la Dictadura (Gesetz, wodurch Rechte anerkannt und eingesetzt und Mittel für jene geschaffen werden, die während des Bürgerkrieges und der Diktatur Verfolgung und Gewalt erlebten) war ein Gesetz, welches am 31. Oktober 2007 vom Abgeordnetenhaus Spaniens verabschiedet wurde. Es basierte auf einem Entwurf der Spanischen Sozialistischen Arbeiterpartei unter dem Premierminister José Luis Rodríguez Zapatero.
Das Gesetz würdigte die Opfer auf beiden Seiten des Spanischen Bürgerkrieges und während der Diktatur von General Franco.
Das Gesetz wurde durch das Ley de Memoria Democrática (Gesetz über die Demokratische Erinnerung) vom 19. Oktober 2022 aufgehoben.

## Bestimmungen
Die wesentlichen Bestimmungen dieses Gesetzes sind:
- Anerkennung der Opfer politischer, religiöser und ideologischer Gewalt auf beiden Seiten des Spanischen Bürgerkriegs und des Franco-Regimes

- Verurteilung des Franco-Regimes

- Verbot politischer Veranstaltungen im Tal der Gefallenen, Francos Grabstätte

- Entfernung franquistischer Symbole von öffentlichen Gebäuden und Plätzen (franquistische Tafeln und Symbole etwa auf kirchlichen Gebäuden sind vom Gesetz nicht betroffen, sofern diese keine staatliche Subventionen erhalten)

- allgemeine Zusage öffentlicher Hilfe bei der Suche, Identifizierung und eventuellen Exhumierung von Opfern franquistischer Unterdrückung, welche noch immer als vermisst gelten und die häufig in Massengräbern verscharrt wurden (ohne Zusicherung des Anspruchs auf finanzielle Unterstützung)

- Gewährung der spanischen Staatsbürgerschaft an Überlebende der Internationalen Brigaden, ohne die Niederlegung ihrer eigentlichen Staatsbürgerschaft zu fordern

- Allgemeine Versagung der Legitimität von Gesetzen und Gerichtsverfahren, welche vom Franco-Regime angestrengt wurden, wobei diese Urteile jedoch weiterhin als rechtlich bindend erklärt werden

- Zeitweise Änderung des Gesetzes zur spanischen Staatsbürgerschaft, indem es das Rückkehrrecht sowie die originale Staatsbürgerschaft für diejenigen und deren Nachkommen gewährleistet, die Spanien während der Franco-Diktatur aus politischen oder ökonomischen Gründen verlassen mussten

- Gewährung von Hilfe für die Opfer des Bürgerkrieges bzw. des Franco-Regimes sowie deren Nachkommen

## Kritik
Der „Verein zur Wiedergewinnung der historischen Erinnerung“ (ARMH), der sich die Auffindung und Exhumierung der Ermordeten aus den Massengräbern zur Aufgabe gemacht hat, bezeichnete das Gesetz als große Enttäuschung. Es enthält keine Zusicherung von Subventionierung. In den letzten Jahren hatte der Verein etwa neunhundert Tote exhumiert. „Der Staat, der vorgibt, sich für die Aufarbeitung der Vergangenheit zu interessieren, steuert nichts dazu bei“, sagte Emilio Silva. Die Fraktion der katalanischen ERC stimmte gegen den Entwurf, weil er die ursprünglichen Anliegen zu sehr verwässert habe. Die linksnationalistische Partei hatte zuvor einen eigenen, deutlich weiter reichenden Entwurf eingebracht. Ein Hauptkritikpunkt von ERC am Gesetz bezieht sich darauf, dass Verbrechen gegen die Menschlichkeit, die von der Franco-Diktatur an politischen Gegnern verübt wurden, weiterhin – und gegen die Rechtsprechung des Internationalen Strafgerichtshofs in Den Haag und des Europäischen Gerichtshofs in Straßburg – von der Amnestie gedeckt sind, wohingegen die Urteile der Diktatur gegen Widerstandskämpfer weiter rechtsgültig sind.
Das Gesetz erntete scharfe Kritik innerhalb von Spaniens bürgerlichem Lager, insbesondere von Seiten der oppositionellen konservativen Partido Popular. Deren Vorsitzender Mariano Rajoy merkte an, dass damit unnötigerweise neue Wunden aufgerissen würden. Der Generalsekretär der Volkspartei, Ángel Acebes, ging weiter und warf Regierungschef Zapatero vor, er sei „von der Vergangenheit besessen“ und versuche die Geschichte Spaniens zu manipulieren, indem er die Einführung der Demokratie bereits auf die Ausrufung der Zweiten Republik im Jahre 1931 zurückführen wolle. Somit, befürchtete Acebes, würde dem gesellschaftlichen Kompromiss, der nach Francos Tod über die sog. Transición zur Wiedereinführung der Monarchie und zur Errichtung der Demokratie geführt hatte, die Grundlage entzogen und die spanischen Gesellschaft gespalten werden. Dennoch stimmte die Partei für einige Punkte des Gesetzes, so für die Gewährung von Hilfe an die Opfer des Bürgerkrieges und der Diktatur sowie für das Verbot politischer Veranstaltungen im Tal der Gefallenen, Francos Grabstätte.
Die katalanische Convergència i Unió stimmte für das Gesetz. Anfänglich kritisierten aber auch Vertreter dieser Partei das Gesetzesvorhaben, weil Erinnerung bzw. Gedenken persönliche oder wissenschaftliche Aufgabe seien.
Konservative Journalisten warfen der sozialistischen Regierung vor, sie sei von Revanchismus getrieben und wolle den Bürgerkrieg für ihr Lager gewinnen.
In Falange-nahen Kreisen und von ehemaligen Anhängern Francos wurde kritisiert, Zapateros Regierung versuche, die Meinungsfreiheit zu unterdrücken und jegliche Form der Feierlichkeit und religiösen Andacht zu Ehren der „für Gott und für Spanien“ Gefallenen zu unterbinden.

### Finanzierung als Schwachstelle
Das Gesetz verfügt nicht über einen automatischen Finanzierungsmechanismus bzw. garantierte Haushaltsmittel. Dieser Konstruktionsmangel ermöglichte es der Regierung Rajoy, das Gesetz 2013 mit null Euro de Facto außer Kraft zu setzen; sie hatte zuvor das Budget für die Memoria Histórica bereits um 60 % reduziert – von 6,2 Millionen im Jahr 2011 auf 2,5 Millionen im Jahr 2012.